# Taylor Dakers
Taylor Dakers (* 14. September 1986 in Langley, British Columbia) ist ein ehemaliger kanadischer Eishockeytorwart und derzeitiger -trainer, der im Verlauf seiner aktiven Karriere zwischen 2003 und 2009 unter anderem 43 Spiele für die Worcester Sharks in der American Hockey League (AHL) bestritten hat. Dakers wurde im NHL Entry Draft 2005 von den San Jose Sharks aus der National Hockey League (NHL) ausgewählt.

## Karriere
Dakers wurde zunächst im Sommer 2001 im Bantam Draft der Western Hockey League (WHL) von den Kootenay Ice au ausgewählt. Zur Saison 2003/04 wechselte er dann zum Team, wo der Kanadier eine durchwachsene Rookiesaison spielte. Der Torwart verbesserte seine Statistiken in der folgenden Spielzeit aber deutlich und wurde im NHL Entry Draft 2005 in der fünften Runde an 140. Position von den San Jose Sharks aus der National Hockey League (NHL) ausgewählt. Auch in der folgenden zwei Spieljahren blieb er in Kootenay, ehe er im Juni 2006 seinen ersten Profivertrag bei den Sharks unterzeichnete und zum saisonvorbereitenden Trainingscamp eingeladen wurde. Dakers kehrte aufgrund der großen Konkurrenz auf der Torhüterposition – sowohl im NHL-Kader als auch im AHL-Kader des Farmteams Worcester Sharks – für ein weiteres Jahr zu den Ice zurück und zeigte starke Leistungen.
Nachdem sein Team im siebten Spiel der ersten Playoffs des Jahres 2007 gegen die Calgary Hitmen ausgeschieden war, beriefen ihn die San Jose Sharks in ihren Playoff-Kader, um als dritter Torwart bei einer Verletzung der Stammtorhüter Jewgeni Nabokow und Vesa Toskala als Back-up bereitzustehen und durch das Training mit dem Team erste Erfahrungen mit dem Umfeld der National Hockey League zu machen. Nachdem er im Sommer zum zweiten Mal am Trainingscamp San Joses teilgenommen hatte, wurde er anschließend zur weiteren Entwicklungsförderung ins Farmteam zu den Worcester Sharks in die American Hockey League abgegeben, wo er als Ersatzmann hinter Thomas Greiss oder Dimitri Pätzold immer wieder zu Einsätzen kam. Durch die Verpflichtung eines weiteren Torhüters für den NHL-Kader der Sharks wurde Dakers im März 2008 zum zweiten Farmteam Phoenix RoadRunners in die ECHL geschickt. Die Spielzeit 2008/09 verbrachte Dakers wieder in Worcester, wo der 22-Jährige nach 21 spielen am Saisonende seine aktive Karriere frühzeitig beendete.
Nach seinem Karriereende als Aktiver wurde Dakers in der Western Hockey League als Torhütertrainer tätig; zunächst von 2011 bis 2013 bei den Everett Silvertips und anschließend fünf Spielzeiten bei den Red Deer Rebels. Seit 2018 arbeitet er in derselben Funktion bei den Prince George Cougars.

## Erfolge und Auszeichnungen
- 2007 WHL East Second All-Star Team

## Karrierestatistik
(Legende zur Torhüterstatistik: GP oder Sp = Spiele insgesamt; W oder S = Siege; L oder N = Niederlagen; T oder U oder OT = Unentschieden oder Overtime- bzw. Shootout-Niederlage; Min. = Minuten; SOG oder SaT = Schüsse aufs Tor; GA oder GT = Gegentore; SO = Shutouts; GAA oder GTS = Gegentorschnitt; Sv% oder SVS% = Fangquote; EN = Empty Net Goal; 1 Play-downs/Relegation; Kursiv: Statistik nicht vollständig)